# Time (utwór muzyczny Izabo)
Time – utwór izraelskiego zespołu muzycznego Izabo, wydany w formie singla w 2012 i umieszczony na trzecim albumie studyjnym grupy pt. Life Is on My Side (2012). Piosenkę napisali Ran Szem-Tow i Sziri Hadar.
W marcu 2012 utwór został wybrany na propozycję reprezentującą Izrael w 56. Konkursie Piosenki Eurowizji organizowanym w Baku. 22 maja został zaprezentowany w pierwszym półfinale konkursu i zajął w nim 13. miejsce, przez co nie awansował do finału.

## Lista utworów
CD single
1. „Time” – 2:57

CD maxi-single
1. „Time” (Hebrew+English Version)
2. „Time” (Full Englsh Version)
3. „Time” (Instrumental Version)